# Potopení se pro zemi
Potopení se pro zemi je typ mýtu o stvoření světa v kterém se zvíře, typicky pták či ondatra, noří do prvotních vod a vyzvedává z nich zemi, a to často na příkaz nebeského či stvořitelského božstva. Mýty o potopení se pro zemi jsou typické v mytologiích Severní Ameriky a severní Asie, ale objevují se také ve střední a východní Evropě, na Předním východě, Indii, Indonésii či jižní Americe. Motiv může být kombinován s motivem kosmického vejce, které z vod přinese pták, nebo s motivem země která se třese a musí být ukotvena. Srovnat lze také japonský mýtus o tom jak Izanagi a Izanami mícháním vody kopím stvořili první zemí nebo hinduistický mýtus o stloukání Mléčného oceánu.
V katalogu Motif-Index of Folk-Literature je tento typ mýtu označen jako A811 (Earth brought up from bottom of primeval water) a A812 (Earth Diver) je zařazen do kategorie A810 (Primeval water: In the beginning everything is covered with water)
Mezi příkladů mýtů o potopení se pro zem patří:
- Mýtus indického kmene Birhorů vypráví o tom jak se stvořitel Singbonga vynořil z prvotních vod skrze stonek lotosu. Poté se na lotosu usadil a poslal několik zvířat aby vyzvedli ze dna vod bahno. V tomto úkolu uspěla pouze pijavice která zeminu nasála a vyplivla ji do Singbongových rukou. Z bláta pak bůh stvořil různá zvířata a nakonec i lidstvo.[1]
- Inuitský mýtus vypráví o tom jak zemi z prvotních vod vyzvedl Havran[ujasnit].[1]
- Podle mýtu kmene Mainu z Kalifornie na prvotních vodách plul vor, na kterém se nacházela A’nōshma „Želva“ a Pehē’ipe „Otec tajné společnosti“. Želva se čtyřikrát potopila pro zemi a tak byl stvořen svět.[3]
- V lidových vyprávěních střední a východní Evropy existuje na počátku kromě prvotních vod Bůh a Ďábel. Ďábel je poslán aby vyzvedl zem ze dna vod, přičemž Bůh v těchto příbězích není všemohoucí ani vševědoucí, ale při stvoření je závislý na Ďáblových tricích. V některých případech je spolupráce nahrazena nepřátelstvím a podílem Ďábla je vysvětlována existence zla na světě.[2]
- Ve védských textech Atharvavédu a Katha Sanhitě se vypráví o tom jak zemi ze dna vod vyzvedl kanec. V pozdějších textech je tento kanec znám pod jménem Váráha a je avatárem Višnua.[3]
- Podle tunguzského pokřesťanštělého mýtu existoval ještě před Bohem svatý Mikuláš, který plul společně se psem. Ďábel se pokoušel stáhnout světce z voru, ale čím víc se snažil tím byl vor větší a nakonec se stal zemí.[3]
- V některých japonských a polynéských mýtech bohové vyzvedávají zemi z vod pomocí rybářských háčků.[3]